# Марадкі
Марадкі (пол. Maradki, нім. Klein Maradtken) — село в Польщі, у гміні Сорквіти Мронґовського повіту Вармінсько-Мазурського воєводства.
Населення — 146 осіб (2011).
У 1975-1998 роках село належало до Ольштинського воєводства.

## Демографія
Демографічна структура станом на 31 березня 2011 року:
|          | Загалом | Допрацездатний вік | Працездатний вік | Постпрацездатний вік |
| -------- | ------- | ------------------ | ---------------- | -------------------- |
| Чоловіки | 69      | 23                 | 42               | 4                    |
| Жінки    | 77      | 16                 | 47               | 14                   |
| Разом    | 146     | 39                 | 89               | 18                   |